# Суперкубок Бельгії з футболу 1988
Суперкубок Бельгії з футболу 1988 — 10-й розіграш турніру. Гра відбулася 11 серпня 1988 року між чемпіоном Бельгії клубом «Брюгге» та володарем кубка Бельгії клубом «Андерлехт». 
| Володар Суперкубка Бельгії 1988 |
| ------------------------------- |
|                                 |
| «Брюгге» Третій титул           |

## Матч

### Деталі
| 11 серпня 1988 |

| «Брюгге»  | 1:0  | «Андерлехт» |
| --------- | ---- | ----------- |
| Дегріз 8' | Матч |             |

| Ейзель, Брюссель |